# Faculdade de Direito do Recife da Universidade Federal de Pernambuco

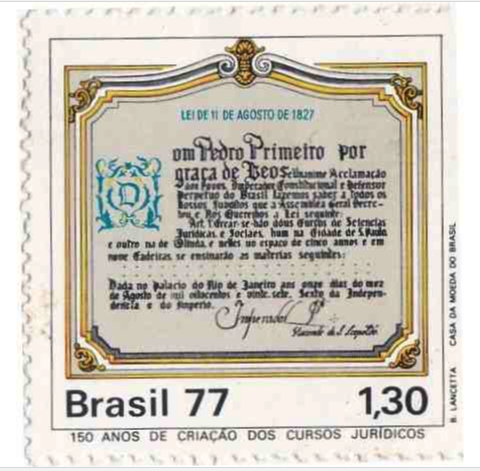
Selo postal de 1977 homenageando a lei imperial de 11 de agosto de 1827 que criou os cursos em Olinda e em São Paulo.

A Faculdade de Direito do Recife da Universidade Federal de Pernambuco (FDR-UFPE) é uma instituição de ensino superior localizada na cidade do Recife, capital do estado brasileiro de Pernambuco. Foi criada em 11 de agosto de 1827 — então com sede em Olinda — juntamente com a Faculdade de Direito da Universidade de São Paulo, sendo estas duas as mais antigas faculdades de Direito do país e únicas do período imperial.
É uma unidade da Universidade Federal de Pernambuco, e ministra cursos de graduação e pós-graduação em Direito.
Na Faculdade de Direito do Recife estudaram personalidades da história brasileira, como o Barão do Rio Branco, Paulo Freire, Joaquim Nabuco, Eusébio de Queirós, Castro Alves, Raul Pompeia, Nilo Peçanha, Ruy Barbosa, Clóvis Bevilaqua, Tobias Barreto, Sílvio Romero, Teixeira de Freitas, Rosa e Silva, Graça Aranha, Augusto dos Anjos, Franklin Távora, Álvaro Lins, Fagundes Varella, João Pessoa, Pontes de Miranda, Epitácio Pessoa, Ariano Suassuna, Paulo Fernando Craveiro, Miguel Arraes, Assis Chateaubriand, Câmara Cascudo, José Lins do Rego, Aurélio Buarque de Holanda, Marco Maciel, Geraldo Brindeiro e Guimarães Júnior.

## História

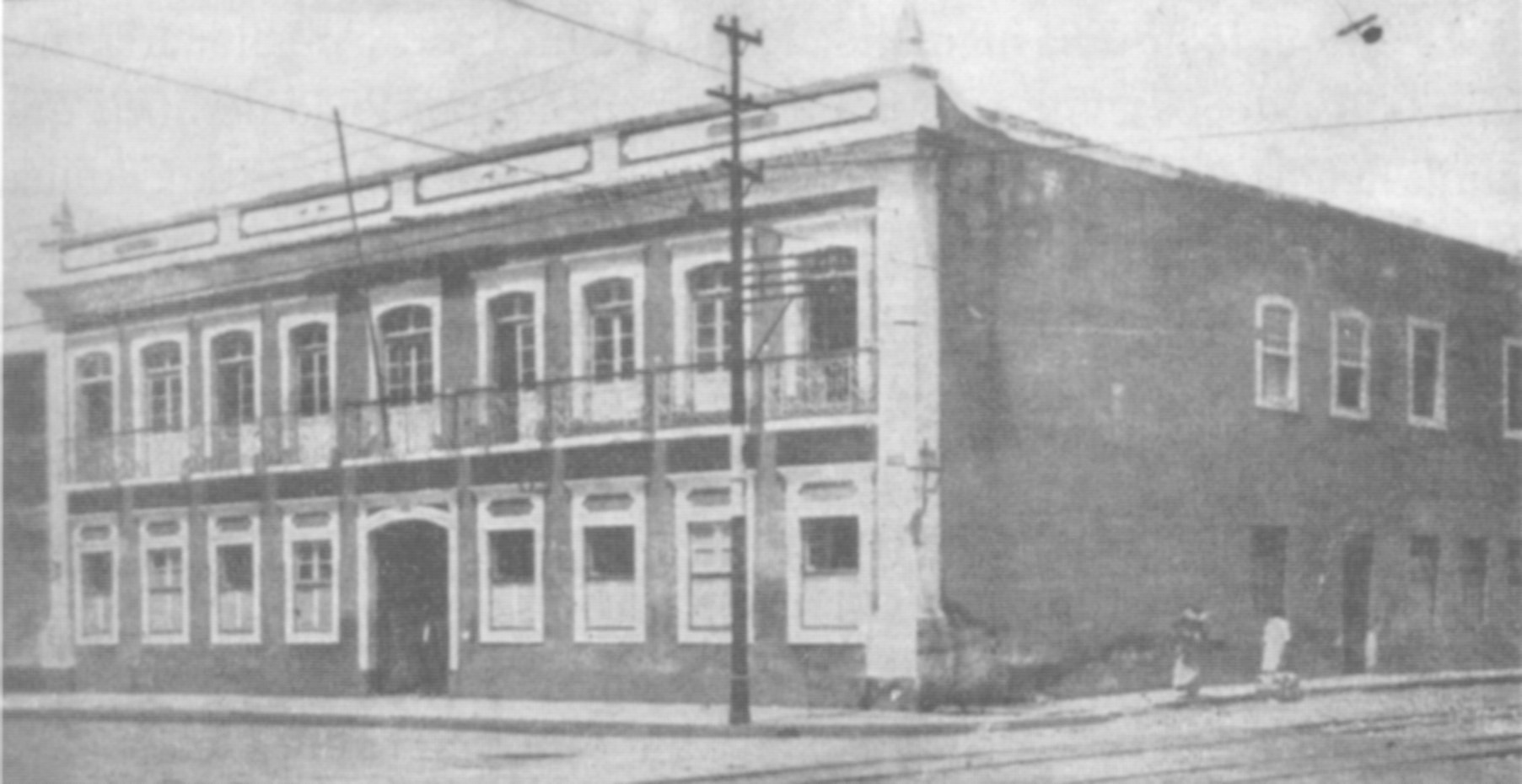
Primeiro prédio da Faculdade, 1860.

A instituição foi fundada pelo Imperador Dom Pedro I do Brasil através da Carta Imperial de 11 de agosto de 1827, a qual criou dois "Cursos de Sciencias Jurídicas e Sociaes" no país recém-independente: um instalado no Convento de São Francisco, em São Paulo (atual Faculdade de Direito da Universidade de São Paulo) e outro no Mosteiro de São Bento, em Olinda (antiga Faculdade de Direito de Olinda). Esta última, por razões pragmáticas, foi transferida para o Recife, capital da Província de Pernambuco, em 1854, recebendo a denominação atual.
Nos seus primeiros anos, ocupou o claustro do Mosteiro de São Bento e o atual prédio da Prefeitura e de Olinda. Após sua transferência para o Recife, passou a ocupar um velho casarão na Rua do Hospício, pouco adequado às suas funções e por isso apelidado pelos estudantes de "pardieiro". Em 1912, depois de concluídas as obras pelo Governo da República, mudou-se para o palácio onde funciona até hoje, na praça Adolfo Cirne, em frente à atual Câmara Municipal do Recife e ao Parque Treze de Maio. O prédio, tombado pelo Patrimônio Histórico e Artístico Nacional, foi construído por José de Almeida Pernambuco, ocupando uma área de 3.600 metros quadrados, no centro de uma área ajardinada; seu projeto arquitetônico, eclético, com predominância do estilo neoclássico, é de autoria do arquiteto francês Gustave Varin.
Em 1942, junto com outras escolas de nível superior tradicionais da capital pernambucana, como a Faculdade de Medicina do Recife, a Escola de Engenharia de Pernambuco, e a Escola de Belas-Artes de Pernambuco, passou a integrar a Universidade do Recife (UR), que se tornaria em 1965 a atual Universidade Federal de Pernambuco. Hoje, constitui o Centro de Ciências Jurídicas da Universidade Federal de Pernambuco (CCJ - UFPE), mantendo entretanto a denominação de Faculdade de Direito do Recife (FDR).

### A Escola do Recife

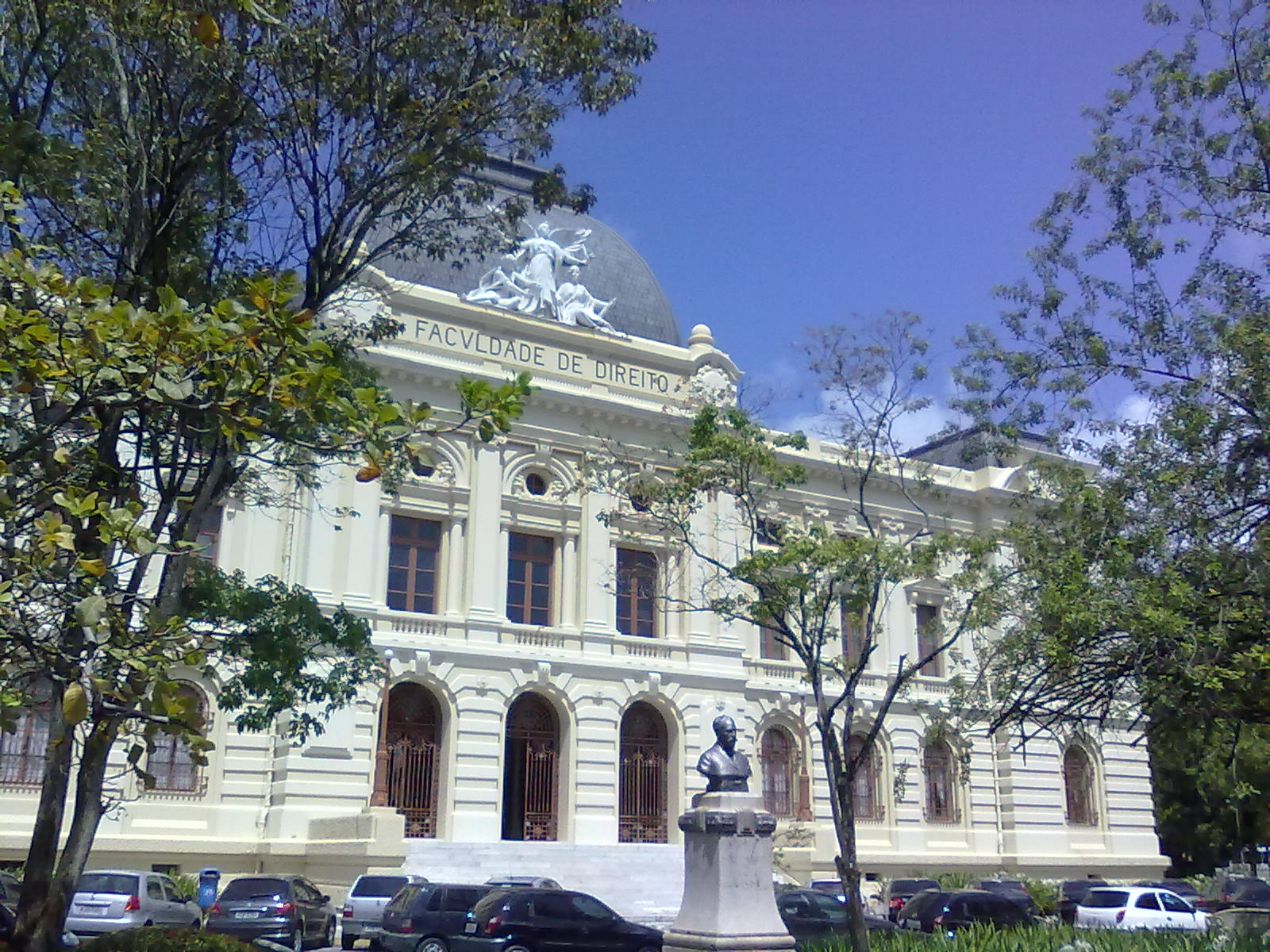
Fachada

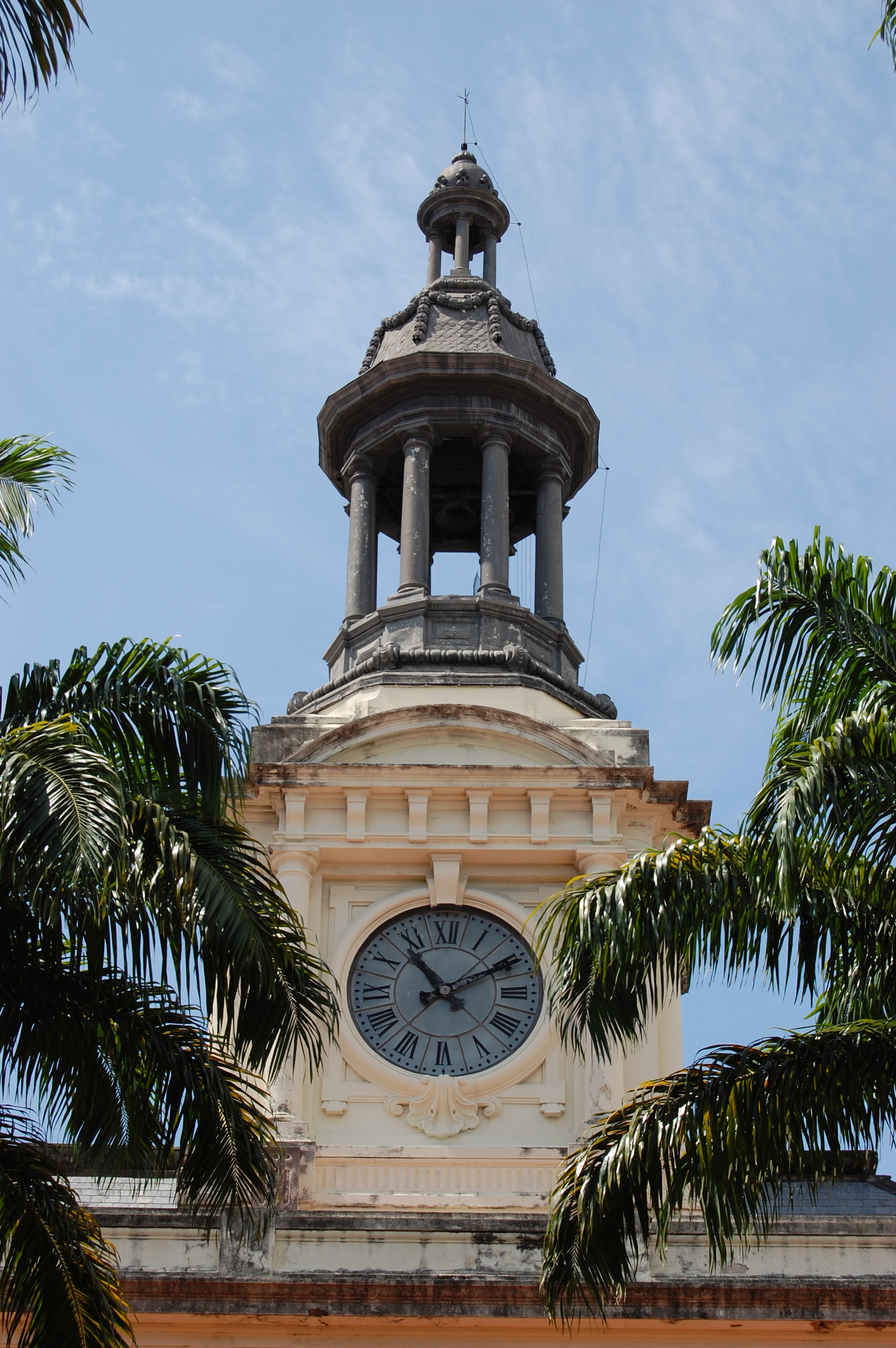
Detalhe do relógio

A Faculdade, desde os seus primeiros anos de existência, atuava não apenas como um centro de formação de bacharéis, mas, principalmente, como escola de Filosofia, Ciências e Letras, tornando-se célebre pelas discussões e polêmicas que empolgavam a sociedade da época. A instituição viveu tempos gloriosos durante o Segundo Reinado, sob a influência de diferentes juristas como Clóvis Beviláqua, Braz Florentino, José Soriano de Souza, Silvio Romero, Tobias Barreto, Joaquim Nabuco, Castro Alves e muitos outros.
Nesta época, a Faculdade era marcada por um forte pluralismo teórico. Alguns de seus professores eram muito influenciados pelas doutrinas católicas francesas - a exemplo dos irmãos Catedráticos Braz Florentino (tradutor da obra de São Tomás de Aquino no Brasil), Tarquínio Braúlio e José Soriano de Souza. Apesar disso, o final do século XIX foi marcado por fortes críticas ao ensino jurídico e à política brasileira.  
Na Faculdade de Direito, nasceu e floresceu o movimento intelectual poético, crítico, filosófico, sociológico e jurídico conhecido como a "Escola do Recife", também chamada de "Geração de 1871", com grande repercussão no Império entre os anos de 1860 e 1880, tendo os Professores Tobias Barreto e Sílvio Romero como os principais nomes. O movimento se notabilizou pela intensa crítica ao clericalismo e ao neoescolasticismo vigente nos estudos jurídicos da época, bem como pela introdução de doutrinas alemãs no pensamento nacional, pela divulgação da obras de autores germânicos até então inéditos na vida intelectual brasileira, como Rudolf von Ihering.
Até 1891, apenas existiam os cursos jurídicos do Recife e de São Paulo. Por isso, grande parte dos juristas, magistrados e professores de direito no período imperial e no início da República eram formados no Recife.
Por um lado, o movimento dos bacharéis revelava inconformismo em relação às teorias racionalistas metafísicas e à doutrina do direito natural. Segundo Graziela Hora, a Cátedra de Direito Natural revelava-se como excessivamente dogmática e incapaz de atender às expectativas da nova geração. Acusada de abstração, a doutrina do direito natural ainda continuou sendo defendida por vários representantes da Faculdade do Recife (Pedro Autran da Matta Albuquerque, José Soriano de Souza, dentre outros). O movimento da "Escola do Recife" era apoiado pelos seguidores de Tobias Barreto e Silvio Romero. Mas nunca foi unânime e há registros de que tenha sido muito mal visto pela Congregação da Faculdade.
Não existia, porém, absoluta identidade teórica entre os "adeptos da Escola do Recife". Suas principais tendências podem ser identificadas na Primeira Edição da Revista Acadêmica de 1891: fim de teorizações teológicas, apriorísticas e metafísicas sobre o direito; ciência jurídica ou jurídico-social com influências parciais do positivismo de Auguste Comte; influências naturalistas sem necessariamente cair em determinismos biológicos, com influências de Ernst Haeckel; evolucionismo jurídico-social; influências germânicas na reflexão sobre o direito enquanto produto histórico da criação cultural humana (Ihering).

## Ex-alunos notáveis
(Ver também: Alunos da Faculdade de Direito da Universidade Federal de Pernambuco)
É a segunda faculdade de direito do Brasil que mais formou ministros do Supremo Tribunal Federal, perdendo apenas da Faculdade de Direito da USP.
A Faculdade de Direito do Recife ganhou notoriedade pela grande quantidade de alunos egressos que desempenharam papéis fundamentais na história política, intelectual e artística do Brasil. Dentre os nomes eminentes do ensino, da política, da magistratura, literatura, história, filosofia, sociologia e outras áreas, destacam-se:
- 1832 – Eusébio de Queirós
- 1833 – Paula Batista
- 1835 – José Tomás Nabuco de Araújo, Sousa Franco
- 1836 – Saldanha Marinho
- 1837 – Teixeira de Freitas, Francisco de Assis Bezerra de Meneses, Miguel Fernandes Vieira
- 1838 – Antonio Herculano de Sousa Bandeira
- 1839 – Cândido Mendes de Almeida, Luís Gonzaga de Brito Guerra
- 1842 – Antônio Coelho de Sá e Albuquerque
- 1846 – Marquês de Paranaguá
- 1849 – Joaquim Pires Machado Portela
- 1851 – Aprígio Guimarães, Adelino Antônio de Luna Freire, Leandro Bezerra Monteiro
- 1852 – José Liberato Barroso
- 1853 – Américo Militão de Freitas Guimarães
- 1855 – Salustiano Orlando
- 1858 – Barão de Lucena
- 1859 – António Lopes de Gusmão Mexia Lobo, Aristides Lobo
- 1864 – André Cavalcanti d'Albuquerque, Antônio Pinto Nogueira Acioly, Joaquim Correia de Araújo
- 1865 – Antônio Borges da Fonseca
- 1866 – Barão do Rio Branco, Carneiro Vilela, Antônio Coelho Rodrigues, Sigismundo Gonçalves
- 1867 – Antônio Gonçalves Ferreira, João Barbalho Uchôa Cavalcanti, José Higino Duarte Pereira, Maciel Pinheiro
- 1869 – Tobias Barreto, Guimarães Júnior, Araripe Júnior
- 1870 – Gaspar Drumond, Herculano Bandeira, Joaquim Nabuco, José Mariano Carneiro da Cunha, Ulysses Vianna
- 1872 – Francisco de Paula Lacerda de Almeida
- 1873 – Sílvio Romero, Antonio Herculano de Sousa Bandeira Filho
- 1874 – Barros Guimarães
- 1875 – Francisco Altino Correia de Araújo, Herculano Bandeira, Pinto Damaso
- 1876 – Adolfo Cirne, Francisco de Assis Rosa e Silva
- 1877 – José Joaquim Seabra
- 1879 – Aníbal Falcão
- 1880 – Henrique Augusto de Albuquerque Milet, José Maria de Albuquerque Melo, Laurindo Carneiro Leão, Oliveira Escorel;
- 1881 – Artur Orlando da Silva
- 1882 – Adelino Filho, Clóvis Beviláqua, Manuel Inácio Carvalho de Mendonça
- 1883 – José Isidoro Martins Júnior, João Elísio
- 1884 – Fausto Cardoso, Ferreira Coelho, Pedro Celso, Raimundo de Farias Brito, Rodolpho Araújo
- 1885 – Borges de Medeiros, Carlos da Costa Ferreira Porto Carreiro, Faelante da Câmara, Manuel Pedro Villaboim, Peregrino da Silva, Raul Pompeia
- 1886 – Alcedo Marrocos, Alfredo Pinto Vieira de Melo, Epitácio Pessoa, Graça Aranha, José Bezerra, Júlio de Melo
- 1887 – Eugênio de Barros, Manuel Borba, Nilo Peçanha, Pardal Mallet
- 1888 – Manoel Neto Carneiro Campello

Aparecem as primeiras mulheres formadas em Direito: Delmira Secundina da Costa, Maria Fragoso, Maria Coelho da Silva
- 1889 – Esmeraldino Bandeira, Gervásio Fiorante, Maria Augusta C. Meira de Vasconcelos
- 1890 – Heitor de Sousa, Tomás Lins Caldas
- 1891 – Enéas Martins, Faria Neves Sobrinho, Joaquim Guedes C. Gondim Filho
- 1892 – Tavares de Lyra, Estácio Coimbra, Irineu Machado, Tomé Gibson, Sérgio Loreto, Solidônio Leite
- 1893 – Samuel Wallace MacDowell
- 1894 – Odilon Nestor, Bento Américo, Tito Rosas
- 1895 – Eduardo Espínola, França Pereira
- 1896 – Artur Muniz
- 1897 – Mário Castro
- 1900 – Gennaro Guimarães
- 1901 – Joaquim Amazonas
- 1903 – Aníbal Freire
- 1904 – Araújo Jorge, Clodomir Cardoso, João Pessoa
- 1905 – Sebastião do Rêgo Barros, José Augusto Bezerra de Medeiros
- 1907 – Augusto dos Anjos, Antonio Ribeiro de Sousa Bandeira
- 1908 – Andrade Bezerra, José Américo de Almeida
- 1909 – Adelmar Tavares, Gilberto Amado, Mário Rodrigues
- 1910 – Joaquim Pimenta, Guedes de Miranda
- 1911 – Pontes de Miranda, Barreto Campello
- 1912 – Mário de Sousa, Carlos Dias Fernandes, Aníbal Bruno, Afonso Neves Baptista, Eduardo Henrique Girão
- 1913 – Assis Chateaubriand, Catarina de Moura
- 1915 – Soriano Neto
- 1916 – Agamenon Magalhães, Sérgio Loreto Filho, Aníbal Fernandes, Olavo Oliveira
- 1917 – Barbosa Lima Sobrinho, Luís Guedes, Dioclécio Duarte, Olívio Montenegro, Estêvão Pinto
- 1918 – João Barreto de Menezes
- 1919 – Abgar Soriano, Múcio Leão, Gennaro Freire, José Joaquim de Almeida, Silvestre Péricles
- 1920 – José Ferreira de Sousa
- 1921 – Pedro Palmeira
- 1922 – Sílvio Rabelo
- 1923 – Evandro Neto, Gondim Neto
- 1924 – José Lins do Rêgo
- 1926 – Luiz Maria de Souza Delgado, Alcides Carneiro
- 1932 – Djalma Marinho
- 1932 – Luiz Pinto Ferreira, Nilo de Oliveira Pereira
- 1933 – Otto de Brito Guerra
- 1937 – Miguel Arraes
- 1939 - Francisco Julião
- 1942 – Lourival Vilanova
- 1943 – Paulo Freire, Djaci Falcão
- 1944 – Luiz Cristóvão dos Santos

- 1947 - Everardo da Cunha Luna
- 1949 – José Gláucio Veiga
- 1950 – Ariano Suassuna
- 1953 – Cláudio Souto
- 1955 - Ivandro Cunha Lima, Marcos Freire
- 1956 - Vamireh Chacon
- 1957 – Paulo Fernando Craveiro
- 1958 – Nelson Saldanha
- 1963 - Marco Maciel
- 1966 - Roberto Freire, Roberto Magalhães (Doutorado)
- 1968 - Gustavo Krause
- 1969 - José Luiz Delgado
- 1970 - Joaquim Francisco, Geraldo Brindeiro
- 1974 - Og Fernandes
- 1976 - Francisco Falcão, Manoel de Oliveira Erhardt
- 1977 - João Maurício Adeodato
- 1979 - Paulo Luiz Neto Lôbo (Mestrado)
- 1980 - Marcelo da Costa Pinto Neves, Marcos Bernardes de Mello (Mestrado)
- 1986 - André de Paula
- 1988 - Armando Monteiro
- 1996 - Bruno Araújo
- 2000 - Raquel Lyra
- 2001 - Flávio Dino (Mestrado)
- 2005 - Heron Gordilho (Doutorado)
- 2009 - Gurgel de Faria (Doutorado), Hugo de Brito Machado (Doutorado)
- 2003 - Jorge Messias
- 2007 - Marília Arraes

## Biblioteca, professores, produção acadêmica

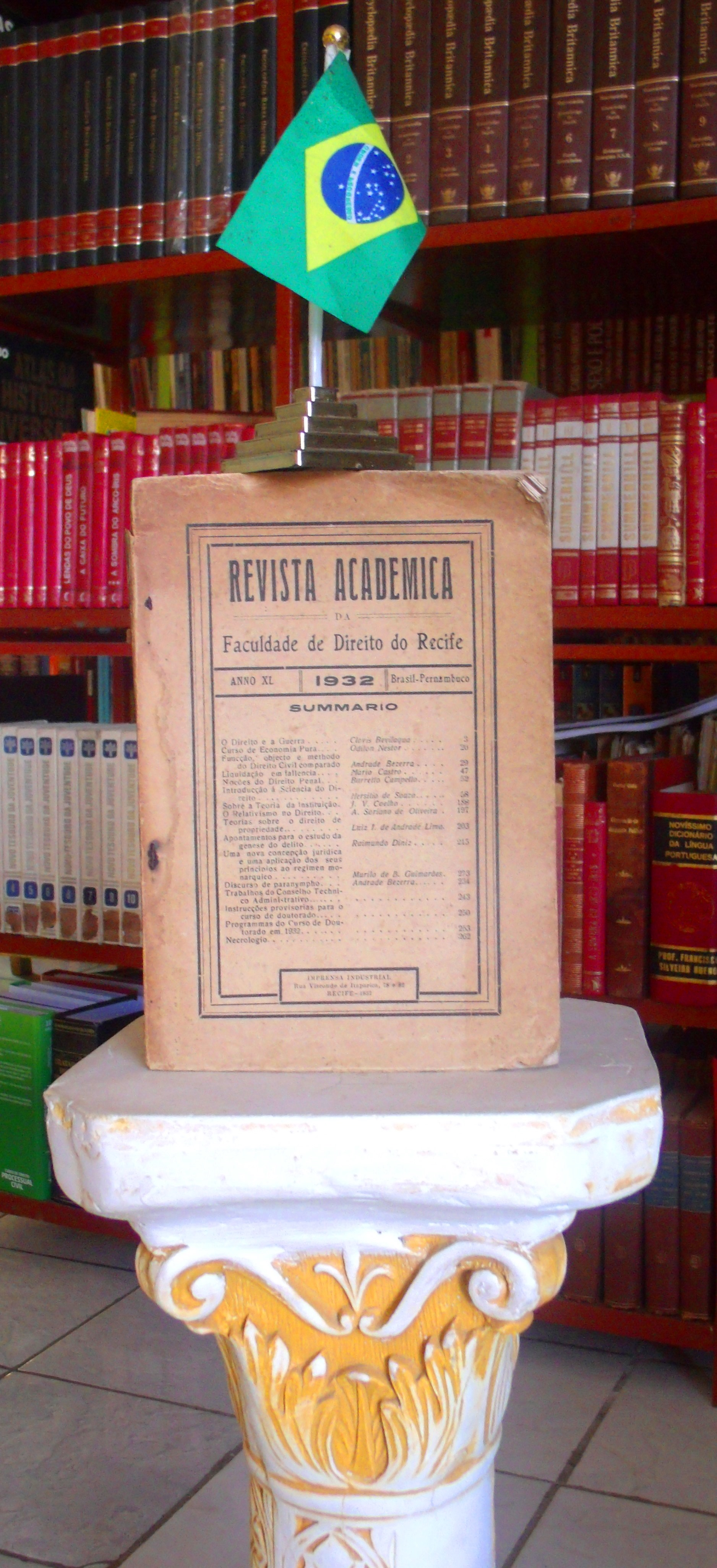
Edição de 1932 da Revista da Faculdade de Direto do Recife exposta por colecionadores numa biblioteca municipal, no Piauí.

A FDR possui uma grande biblioteca com mais de cem mil volumes, muitos deles raros e preciosos (como a primeira edição da Prosopopeia, de Bento Teixeira), abrangendo as áreas de direito, filosofia, história e literatura, tendo sob sua guarda, inclusive, a biblioteca que pertenceu a Tobias Barreto. Publica, desde 1891, sua Revista Acadêmica, na qual reúne trabalhos jurídicos de autoria de seus professores e convidados.
Muitos dos seus professores tornaram-se famosos pela oratória, conhecimentos jurídicos e cultura geral.
Nilo Pereira, um dos muitos intelectuais que se formou na instituição, no seu livro Pernambucanidade (Recife, 1983, v.1, p. 252), diz:
"A Faculdade é germinal. Que se irradiou por todo o Nordeste. E que esteve e está presente nas Universidades Regionais que se criaram. Formou os bacharéis saídos dos Recife ... que ergueram, sobre os alicerces do humanismo jurídico, as Faculdades de Direito dos Estados vizinhos. Para ela vinham as gerações ansiosas de saber, futuros magistrados, advogados, juristas, jornalistas, diplomatas, estadistas, parlamentares, ministros de Estado, conselheiros do Império, escritores, poetas, tribunos, políticos..."

### Revista Acadêmica da Faculdade de Direito do Recife
Desde 1891 a instituição publica a tradicional Revista Acadêmica, cuja denominação é Revista Acadêmica da Faculdade de Direito do Recife, na qual reúne trabalhos jurídicos de autoria de seus professores e convidados. Trata-se da mais antiga revista acadêmica do país. A partir de 2014, a Revista passou a ser editada pelo Programa de Pós-graduação em Direito da Faculdade.

## Organização interna

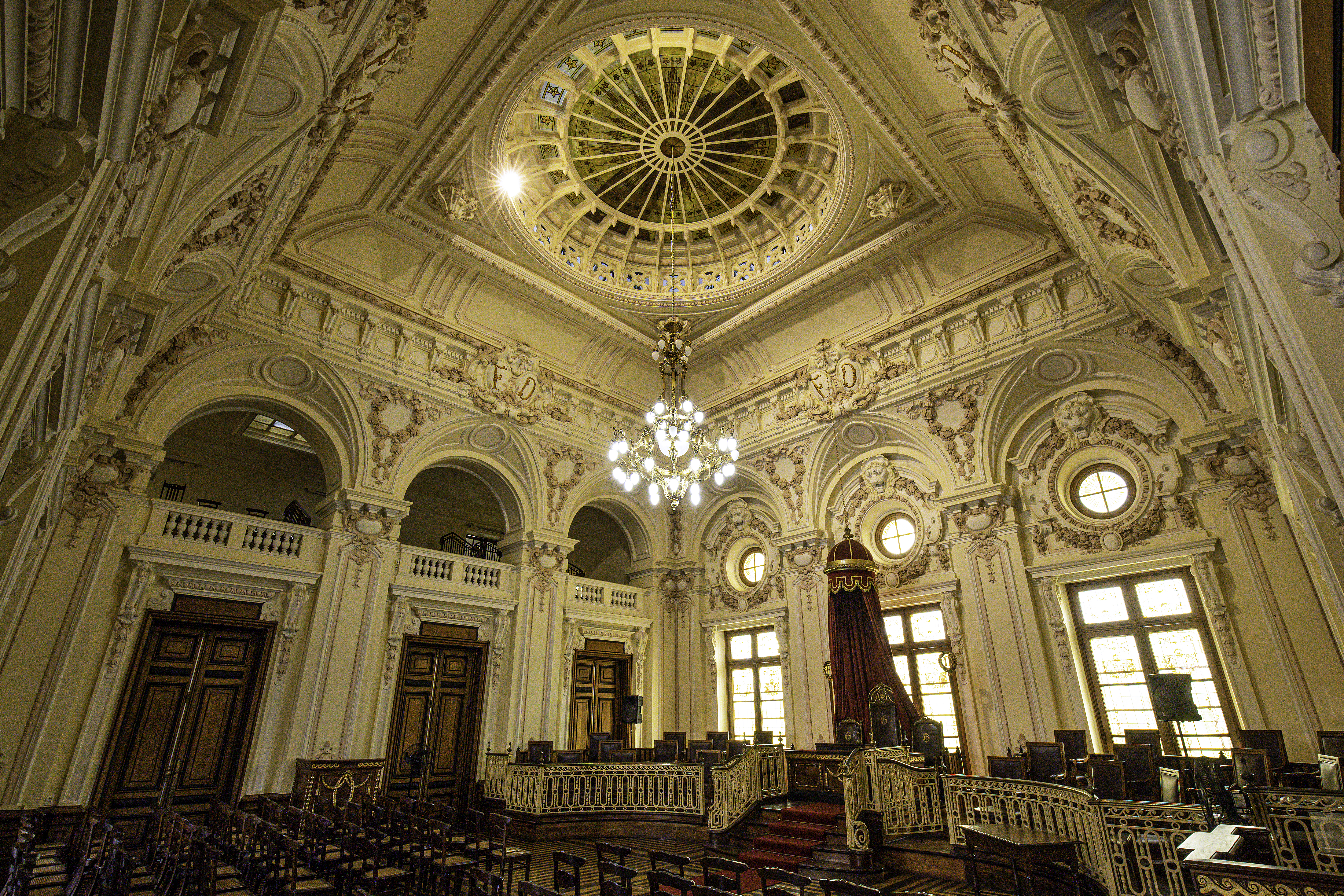
Salão Nobre da Faculdade de Direito

A Faculdade integra o Centro de Ciências Jurídicas (CCJ), da Universidade Federal de Pernambuco, com funcionamento administrativo na região histórica do Bairro de Boa Vista. Durante muito tempo, a Faculdade foi organizada em três departamentos: 
- Departamento de Direito Público Geral e Processual (I Departamento);
- Departamento de Direito Público Especializado (II Departamento);
- Departamento de Teoria Geral do Direito e Direito Privado (III Departamento).

No dia 15 de outubro de 2021, a Faculdade publicou seu novo Regimento Interno (Boletim Oficial n. 56), extinguindo os antigos departamentos e passando a contar com nova organização:
1. Órgãos Colegiados da Faculdade de Direito: a) Congregação; b) Conselho do Centro; c) Pleno das Áreas Acadêmicas; d) Colegiado do Curso de Graduação em Direito; e) Colegiado da Pós-graduação em Direito; f) Câmara Setorial de Ciências Jurídicas; g) Núcleo Docente Estruturante.
2. Órgãos Executivos da Faculdade de Direito: a) Direção do Centro CCJ; b) Coordenação de Ensino; c) Coordenação do Curso de Graduação em Direito; d) Coordenação do Programa de Pós-graduação; e) Coordenação de Pesquisa e Projetos; f) Coordenação Setorial de Extensão e Cultura.

Com a entrada em vigor do novo Regimento de 2021, os Professores da Faculdade passam a ser vinculados diretamente ao Centro de Ciências Jurídicas e distribuídos em 8 Áreas Acadêmicas (Boletim Oficial da UFPE nº 197, de 10 de dezembro de 2021):
- Teoria do Direito;
- Direito Constitucional e Teoria do Estado;
- Direito Civil, Empresarial e Econômico;
- Direito Administrativo, Financeiro e Tributário;
- Direito do Trabalho;
- Direito Penal;
- Direito Internacional;
- Direito Processual e Prática Jurídica.

O Diretor da Faculdade é eleito pela comunidade acadêmica do Centro de Ciências Jurídicas para o exercício de mandato de 4 (quatro) anos. Em 2023, foi eleita a chapa composta por Torquato de Castro Júnior (Diretor) e Antonella Galindo (Vice-diretora) - que é a primeira mulher trans a participar da direção de um Centro Acadêmico em toda a história da Universidade Federal de Pernambuco.

## Pós-Graduação
O Programa de Pós-Graduação em Direito (PPGD) da FDR foi criado nos anos 1950, com a abertura do curso de doutorado, suspenso em 1970. Em 1972, autorizado pela Coordenação de Aperfeiçoamento de Pessoal de Nível Superior (Capes), o PPGD retoma suas atividades com o curso de mestrado, e, em 1996, o curso de doutorado é reaberto, tornando-se então o único no Nordeste brasileiro na época. Atualmente, conta com a nota 5 no qualis da CAPES.
Durante muito tempo, foi o único curso de doutorado em direito da região, sendo responsável pela formação de professores do Maranhão, Piauí, Ceará, Rio Grande do Norte, Paraíba e Alagoas.
A Pós-Graduação em Direito funciona em outro prédio situado na rua do Hospício, em que era sediada a antiga Escola de Engenharia.

### Áreas de concentração
O Programa de Pós-Graduação em Direito passou por diversas alterações ao longo do tempo e atualmente está estruturado em três áreas de concentração:
- Transformações do Direito Público: conta com duas linhas de pesquisa: Jurisdição e Processos Constitucionais; Estado, Regulação e Tributação indutora.
- Transformações do Direito Privado: conta com três linhas de pesquisa: Direito do Trabalho e Teoria Social Crítica; Transformações das Relações Jurídicas Privadas; Relações Contratuais Internacionais.
- Teoria Geral do Direito Contemporâneo: conta com duas linhas de pesquisa: Justiça e Direitos Humanos na América Latina; Teorias da Decisão Jurídica.

### Cooperação acadêmica
O programa de pós-graduação stricto sensu (mestrado e doutorado acadêmicos) em Direito da UFPE faz parte de diversas redes de cooperação acadêmica, com destaque para a Rede Norte Nordeste de Pesquisa em Direito.

### Especializações
No âmbito da pós-graduação lato sensu, o PPGD oferta diversos cursos de especialização nas mais variadas áreas do direito: Direito Administrativo, Direito Civil e Empresarial, Direito Contratual, Direito do Trabalho, Processo Civil Contemporâneo, Processo Tributário, dentre outros.

## Atualidade

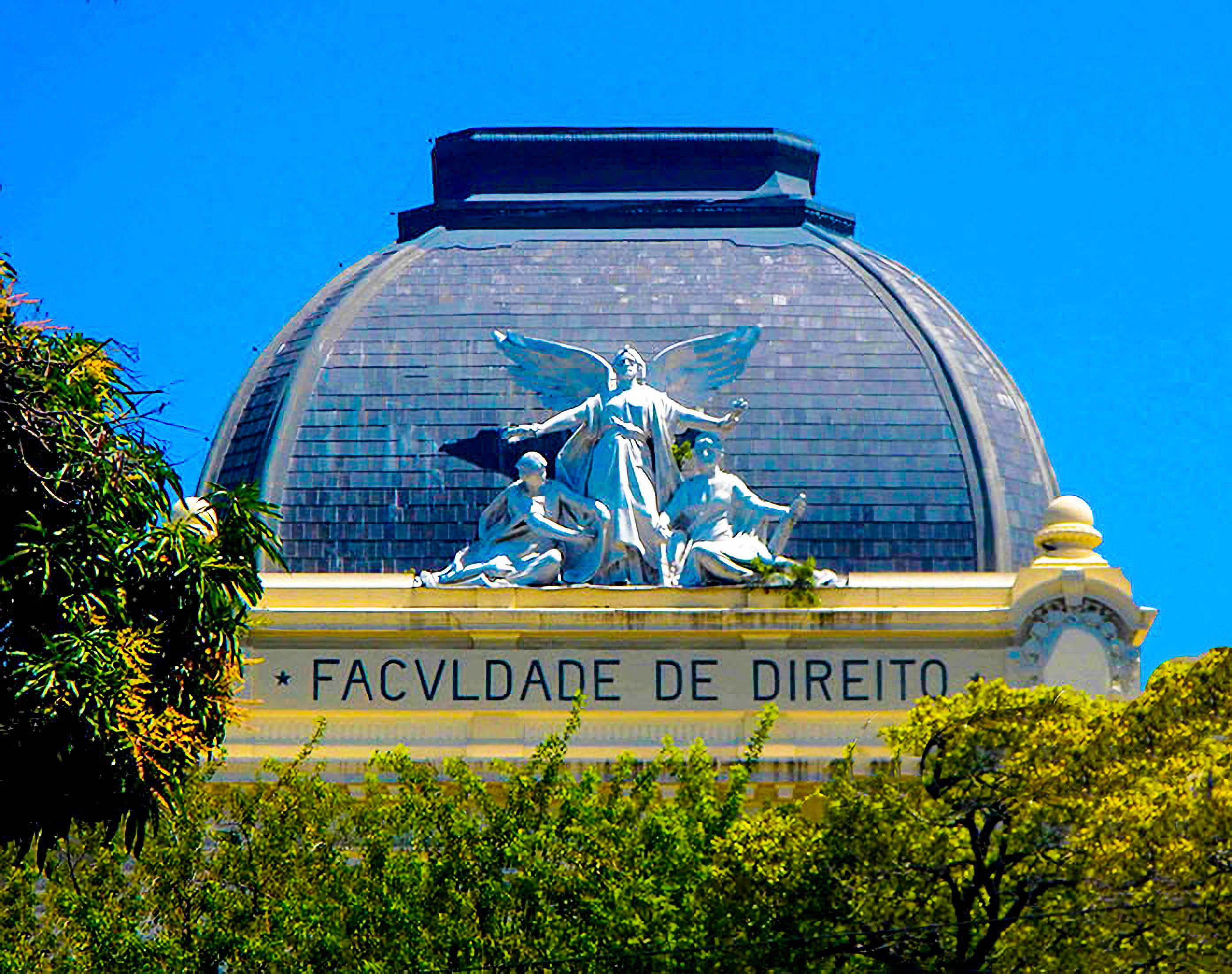
Detalhes da Arquitetura

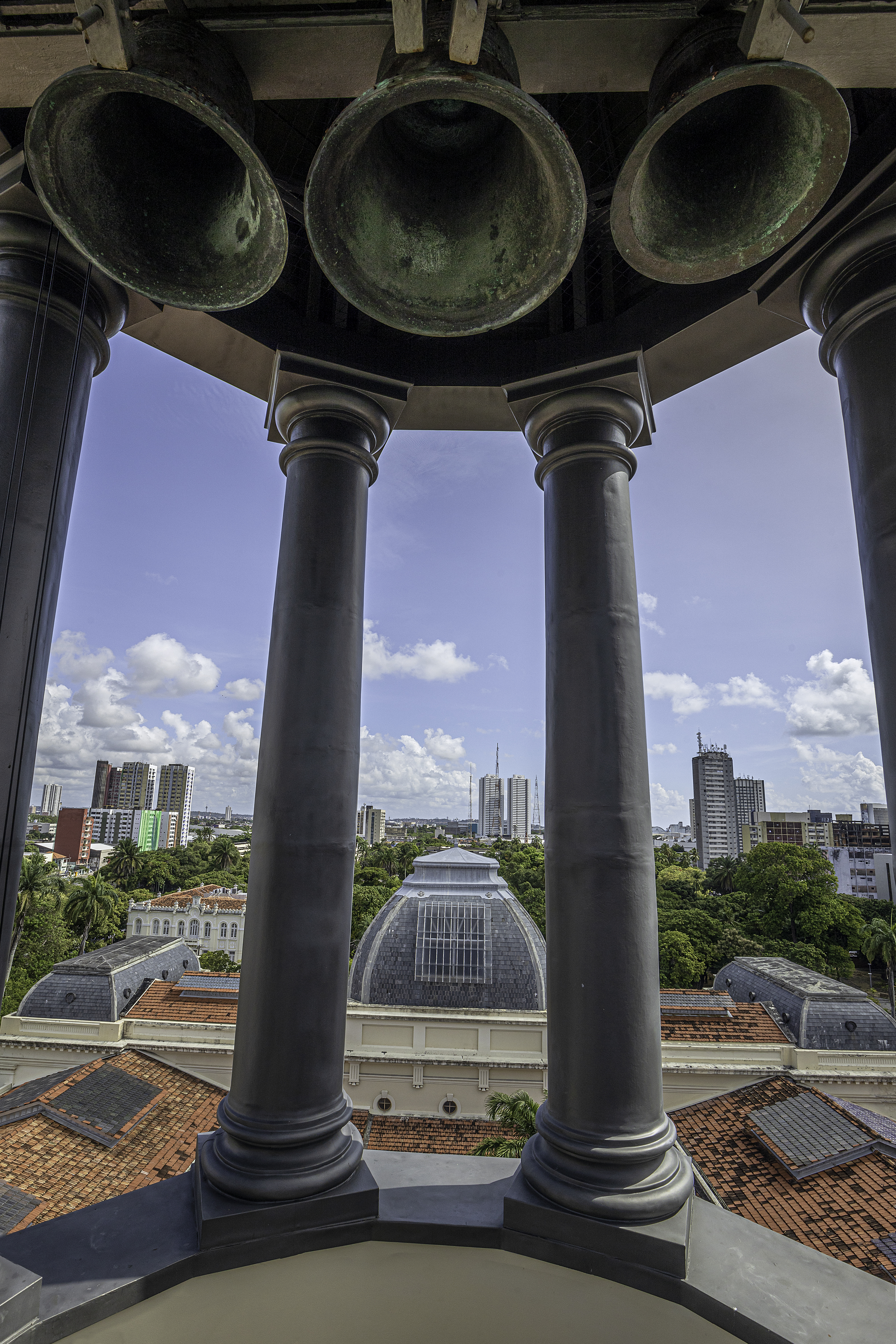
Sinos na Torre da Faculdade de Direito de Recife

No ranking elaborado pela Folha de S. Paulo em 2019, o curso de direito da Faculdade do Recife é apontado como a 7ª melhor do país (e melhor no Norte-Nordeste), recebendo a 4ª melhor avaliação de mercado.
O curso de graduação, com aproximadamente mil discentes, conta com o selo de excelência fornecido pela Ordem dos Advogados do Brasil, ostentando um histórico de elevados índices de aprovação no Exame da OAB. No ano de 2015, por exemplo, a faculdade obteve o primeiro lugar nacional, com um índice de aprovação de 83,33%, sendo também a instituição que aprovou o maior número absoluto de alunos entre as dez primeiras colocadas daquele ano (110 aprovados). No ano de 2012, foi a segunda faculdade com maior aprovação, com taxa de 78,57%. Na prova da OAB 2008.2, a Faculdade de Direito do Recife ficou em terceiro lugar no ranking nacional, tendo mais de 87% de alunos aprovados no concurso. Já na prova de 2010.1 a instituição teve 81,3% de aprovação, ficando em segundo lugar no ranking nacional.
No campo da pós-graduação, o Centro de Ciências Jurídicas da UFPE mantém vários cursos de especialização, mestrado e doutorado. Estes dois últimos estão avaliados pela CAPES com nota 5 (em uma escala que vai até 7), sendo considerado um Programa de Pós-graduação. Atualmente, com exceção da Unifor, nenhuma outra faculdade nordestina possui nota maior que 5. No ranking da Folha de S. Paulo de 2019, o Programa de Pós-graduação aparece como o 18º melhor do país.
Estudantes e professores da Graduação em direito também se mobilizaram na participação de importantes competições nacionais. Segundo a assessoria institucional da UFPE, as equipes da Faculdade de Direito obtiveram históricos resultados nas Competições Nacionais de Direito Ambiental (Vice-campeã brasileira em 2021), Processo Penal (Vice-campeã em 2021), Processo Civil (Semifinalista em 2021) e de Direito Concorrencial (Campeã Nacional da Competição WICADE organizada pelo CADE, em 2021). Também consagrou-se vice-campeã na Competição Potiguar de Processo Penal em 2021.